# Mercantile Credit Centenary Trophy
Mercantile Credit Centenary Trophy je bilo nogometno natjecanje u Engleskoj održanog početkom sezone 1988./89. 

Natjecanje je organizirala Football League u povodu svoje stogodišnjice (također je 1988. igran i eshibicijski turnir Football League Centenary Tournament na Wembleyu). 

Sudjelovalo je prvih osam klubova iz First division u sezoni 1987./88. Natjecanje je osvojio Arsenal.

## Sudionici
| klub                | sjedište            |
| ------------------- | ------------------- |
| Arsenal             | London              |
| Everton             | Liverpool           |
| Liverpool           | Liverpool           |
| Manchester United   | Manchester          |
| Newcastle United    | Newcastle upon Tyne |
| Nottingham Forest   | Nottingham          |
| Queens Park Rangers | London              |
| Wimbledon           | London              |

## Rezultati
| klub1               | rezultat        | klub2             | napomene                            |
| četvrtzavršnica     | četvrtzavršnica | četvrtzavršnica   | četvrtzavršnica                     |
| ------------------- | --------------- | ----------------- | ----------------------------------- |
| Queens Park Rangers | 0:2             | Arsenal           |                                     |
| Newcastle United    | 1:0             | Wimbledon         |                                     |
| Manchester United   | 1:0             | Everton           |                                     |
| Liverpool           | 4:1             | Manchester United |                                     |
|                     |                 |                   |                                     |
| poluzavršnica       |                 |                   |                                     |
| Arsenal             | 2:1             | Liverpool         |                                     |
| Manchester United   | 2:0             | Newcastle United  |                                     |
|                     |                 |                   |                                     |
| završnica           |                 |                   |                                     |
| Arsenal             | 2:1             | Manchester United | igrano u Birminghamu na Villa Parku |

## Poveznice
- FA Premier liga
- FA kup
- Liga kup
- Full Members Cup
- Football League Super Cup